# گوگلدری، نیو ساوت ولز
گوگلدری (به انگلیسی: Gogeldrie) یک شهرک در استرالیا است که در نیو ساوت ولز واقع شده‌است.